# Крестовоздвиженский монастырь (Москва)
Крестовоздвиженский монастырь — находился в Москве, в Белом городе, на улице Воздвиженке. Упразднён в 1814 году.
Первоначальное название — монастырь Воздвижения Честного Животворящего Креста Господня, что на Острове. Предполагают, что в XIV веке на месте будущего монастыря находился небольшой лесок среди полей, и отсюда произошло такое старомосковское название.

## История

### Строительство
Воскресенская летопись сообщает, что в 1540 году в Москву из Ржева принесли чудотворные иконы Богоматери и Воздвижения. Их встречали будущий царь Иван Грозный с митрополитом Иоасафом, а в память этого события был поставлен деревянный храм.
Крестовоздвиженский монастырь был впервые упомянут в летописи под 1547 годом в связи со страшным пожаром, распространившимся именно из этого монастыря.
Как говорится в летописи и житии Василия Блаженного, пришёл он в монастырь Воздвижения Честного Креста, что на Острове, и стал здесь усильно плакать. В тот день Москва не поняла, о чём плакал Блаженный, но утром открылась причина его слез: 21 июня загорелась в Воздвиженском монастыре деревянная церковь, и огонь, усиливаемый ветром, стал быстро распространяться по городу. Пожар, предсказанный Блаженным, был страшен: выгорело все Занеглименье, Великий Посад, Старый и Новый город, «не токмо же деревеная здания, но и самое камение распадошеся, и железо разливашеся, и по многих каменных церквах и палатах все выгоре».
В 1550-х годах после пожара возвели новую церковь. К 1701 году она обветшала и игумен Макарий подал прошение о постройке новой.
В 1810 году в Московский Крестовоздвиженский монастырь был назначен новый архимандрит Геннадий (Шумов), который вскоре скончался, не дожив до вторжения французских войск в Россию.

В 1812 году перед нашествием неприятеля архимандрит Крестовоздвиженского монастыря Парфений вывез ризницу в Вологду, штатные засыпали монастырские ворота землей. Неприятель бревнами отбил ворота и двери в церквах, смертельно били казначея и монахов, пытаясь узнать, где спрятано имущество. По вскрытии полов нашли спрятанное. В нижней церкви стояли лошади, в иконостас вбивали гвозди для развешивания сбруи, в алтаре стояли кровати; престол, жертвенник и несколько икон сожгли вместо дров. Монастырь был уставлен фурами с провиантом.
— Розанов Н. История московского епархиального управления. М., 1871. Ч.З. Кн.2.
В 1812 году монастырь по одним сведениям почти не пострадал, а по другим — пострадал так, что из-за этого и был упразднён. Известно наверняка, что он был разграблен захватчиками.
По упразднении монастыря в 1814 году после нашествия Наполеона соборный храм монастыря стал обыкновенным московским приходским храмом.
В 1820 году на территории бывшего монастыря были построены дома для семейств священно-церковнослужителей Успенского собора Московского Кремля.
В 1848—1849 годы архитектором П. П. Бурениным была построена шестиярусная колокольня.
В 1899 году на территории бывшего монастыря было найдено погребение 1538 года.

### Соборная церковь
Храм начали возводить в 1701 году, но его завершение затянулось из-за запрета на каменное строительство в Москве по указу Петра I. К 1711 году освятили нижнюю церковь Успения, а главную, Воздвиженскую, окончили отделкой только в 1726 году. Это была одна из последних построек московского барокко, а в пределах центральной части города — единственный центрический храм с лепестковым планом, к тому же необычно развитым. Такое решение стало возможным потому, что храм ставился посреди сравнительно просторного монастырского двора, и архитектор был свободен в выборе композиции. Возможно, завершение замышлялось иным, но заканчивали постройку спустя почти четверть века после закладки, в пору господства иного стиля.
В храме было устроено две главных престола и четыре — в приделах. Главный престол (освящён 14 сентября 1728 года) находился наверху с приделами преподобного Сергия (1858) и великомученицы Параскевы (1858). Стенопись верхнего храма датировалась концом XVIII века. Внизу находился престол Успения Пресвятой Богородицы (освящен 10 сентября 1711 года) с приделами Марии Магдалины (1785) и Николая Чудотворца (1848). Придел Николая Чудотворца был освящён в память упразднённой в 1838 году церкви Николы в Сапожке. Иконы и утварь из упразднённой церкви были перенесены в Воздвиженскую. В нижней Успенской церкви иконостас был устроен в 1836 году, кессонированные своды выполнены в 1785 году.
В храме венчался великий русский сатирик Салтыков-Щедрин, был похоронен государственный канцлер М. И. Воронцов.

### Святыни
В главном иконостасе середины XVIII века сохранялись немногие образа из иконостаса 1680 года кремлёвской церкви Двенадцати апостолов, переданные при её переделке в 1723 году, а также более древние иконы оттуда же, как «Богоматерь в молении апостола Филиппа и митрополита Филиппа» (1655).

### Разрушение
В конце 1920-х годов принадлежала иосифлянской общине. Священник Крестовоздвиженской церкви о. Александр Сидоров в 1931 году был арестован и погиб в концлагере в Кеми.
В 1931 году григорианский митрополит Московский Борис (Рукин) добился передачи ему этого храма. В 1934 году церковь была снесена.
На месте церкви была выстроена шахта Метростроя. При устройстве шахты в 1930-х годах обнаружили слой речного песка в локоть толщиной, о котором упоминает опричник Генрих Штаден в рассказе о строительстве опричного двора.
До зимы 1979 года сохранялись ещё ворота монастыря, стоявшие по проспекту Калинина. Весной, при спешном строительстве перехода, их также снесли; причём при рытье тоннеля был вскрыт культурный слой с древними гробами, старыми фундаментами, остатками вещей, — все это сгребли в кучу экскаватором без изучения и вывезли на свалку.
В 1935 году Воздвиженка была сначала переименована в улицу Коминтерна (по находящемуся на ней зданию, где Коминтерн работал в первые годы после революции), в 1946 году — в улицу Калинина, в 1963 году стала частью Калининского проспекта.

## Настоятели
Игумены
- Иоасаф (упом. 1563)
- Никон (упом. октябрь 1567)
- Иаков (2 мая 1588 — ?)
- Иона (упом. 1598)
- Тихон (упом. 1615)
- Боголеп (упом. 1623)
- Иосиф (упом. 1645)
- Варлаам (упом. 1646 — упом. 1647)
- Серапион (1649 — 14 ноября 1651)
- Иосиф (30 декабря 1651 — ?)
- Моисей (упом. 1653 — упом. 1654)
- Геннадий (упом. 29 октября 1655)
- Иосиф (упом. 1659 — упом. 1660)
- Арсений (1661 — 12 марта 1665)
- Тихон (1665—1670)
- Пахомий (упом. 1673—1674)
- Тихон (1674 — упом. 1675)
- Никифор (1676—1680)
- Ефрем (1680—1688)
- Варлаам (1689—1692)
- Сергий (1698 — 29 августа 1700)
- Сильвестр (1700—1706)
- Макарий (упом. 1709 — упом. 1726)
- Макарий II (Ченцов) (упом. 1728)
- Исаакий (1731—1740)
- Фаддей (Кокуйлович) (1741— 1742)
- Феофил (1746 — упом. 1748)
- Варсанофий (1750—1759)
- Александр (1763)
- Вениамин (1763—1771)
- Филипп (Родионов) (23 декабря 1771—1775)
- Серапион (Александровский) (10 марта 1775 — 27 января 1776)
- Иоасаф (Заболотский) (1776 — 1 февраль 1778)
- Иосиф (6 января 1778—1781)
- Ириней (Клементьевский) (сентябрь 1782 — 9 декабря 1783)
- Гедеон (Замыцкий) (9 декабря 1783—1785)

Архимандриты
- Сергий (5 ноября 1785—1801)
- Нафанаил (1802—1810)
- Геннадий (Шумов) (1810 — 21 октября 1811)
- Парфений (Чертков) (17 декабря 1811 — 14 октября 1813)